# Si t'étais là
Si t'étais là is een nummer van de Franse zangeres Louane uit 2017. Het is de tweede single van haar titelloze tweede studioalbum.
Het nummer gaat over het missen van iemand. Het altijd en overal aan die persoon moeten denken en zoals ze zelf zei *vertaald* 'ik heb denkbeeldige gesprekken met de mensen die niet op de aarde zijn'. Louane verloor haar vader in 2013, toen ze kandidaat was in het tweede seizoen van de Franstalige versie van The Voice. Een jaar later overleed haar moeder. Daarna schreef ze 'Si t'étais là'. Alhoewel ze niet expliciet haar ouders vermeld in dit nummer, zal de dood van haar ouders waarschijnlijk wel de aanleiding zijn geweest tot het schrijven van dit ontroerende lied. Het werd een grote hit in Frankrijk; daar haalde het de 2e positie. In Nederland bereikte het nummer geen hitlijsten, in Vlaanderen bereikte het de 3e positie in de Tipparade.